# Ichijō Tsunemichi
Ichijō Tsunemichi (一条 経通, [[[1317]] - 1365] Erro: {{japonês}}: texto da transliteração contém caractere não latino (pos 19) (ajuda)), foi um nobre do final do período Kamakura e início do Período Nanboku-chō da História do Japão. Foi o quinto líder do Ramo Ichijō do Clã Fujiwara.

## Vida
Tsunemichi foi o filho mais velho de Uchitsune.

## Carreira
Tsunemichi serviu os seguintes imperadores: Go-Daigo (1321-1325), Kōgon (1332-1334); Kōmyō (1336-1348); Sukō (1348-1351); Go-Kōgon (1352-1365).
Tsunemichi entrou para a corte em 1321 durante o governo do Imperador Go-Daigo. Em 1325, quando tinha 9 anos, tornou-se o líder do Clã depois da morte de seu pai. Em 1327 se tornou Chūnagon e em 1328, Dainagon.
Tsunemichi Foi nomeado Naidaijin em 1335, mas após a queda de Go-Daigo em Quioto pelas mãos de Ashikaga Takauji em 1336, jurou lealdade a Corte do Norte (Hokuchō) do Imperador Kōgon.
Em 1337 foi nomeado Sadaijin (até 1340) e em 1338 Kanpaku (regente) do Imperador Kōmyō até 1342. Após seu período de regência, não se tem muitas noticias sobre sua vida, apenas relatos sobre sua participação nos debates sobre a entronização do Imperador Go-Kōgon, em 7 de outubro de 1352 e depois sobre seu falecimento em 1365, quando foi sucedido na liderança do Ramo por Tsunetsugu filho de Nijō Yoshimoto que adotou como seu filho.
| Precedido por Ichijō Uchitsune | -- 5º Líder dos Ichijō Fujiwara 1325-1365              | Sucedido por Ichijō Tsunetsugu    |
| Precedido por Konoe Mototsugu  | Kanpaku 1338-1342                                      | Sucedido por Kujō Michinori       |
| Precedido por Konoe Tsunetada  | 87º Sadaijin ( Hokuchō) 1337-1340                      | Sucedido por Kujō Dōkyō           |
| Precedido por Yoshida Sadafusa | 116º Naidaijin (a partir de 1336 de Hokuchō) 1335-1337 | Sucedido por Takatsukasa Morohira |